# Will Kennedy
William "Will" Kennedy (født 2. maj 1957 i San Francisco, Californien, USA) er en amerikansk trommeslager.
Kennedy er bedst kendt for sit medlemskab af fusionsgruppen Yellowjackets. Han kom med gruppen i (1987) og blev afløst af Marcus Baylor i (1998), og kom igen med i gruppen i (2011). Hans store forbillede på trommer er Tony Williams. kennedy vandt titlen bedste elektriske Jazztrommeslager i fagbladet Modern Drummer tre år i træk. Han er stadig aktiv i Yellowjackets, som stadig indspiller og turneer.

## Diskografi
- Four Corners (1987)
- Politics (1988)
- The Spin (1989)
- Greenhouse (1991)
- Live Wires (1992)
- Like a River (1993)
- Run for Your Life (1994)
- Dreamland (1995)
- Blue Hats (1997)
- Club Nocturne (1998)
- Timeline (2011)
- A Rise in the Road (2013)
- Cohearence (2016)
- Raising Our Voice (2018)
- Jackets XL (2020)